# دومينيك ستريكر
دومينيك ستريكر (مواليد 16 أغسطس 2002)  هو لاعب تنس محترف سويسري، أعلى تصنيف له في الفردي كان ال155 في مارس 2022.

## روابط خارجية
- دومينيك ستريكر على موقع رابطة محترفي التنس (الإنجليزية)
- دومينيك ستريكر على موقع الاتحاد الدولي لكرة المضرب (الإنجليزية)
- دومينيك ستريكر على موقع كأس ديفيز (الإنجليزية)
- دومينيك ستريكر على موقع إي إس بي إن.كوم (الإنجليزية)